# Nina Burton
Eva Ulla Nina Burton, född 5 oktober 1946, är en svensk poet och essäist.
Nina Burton är ledamot av Samfundet De Nio sedan 1994 (stol nummer 2) och ledamot av Kungliga Vetenskapsakademien sedan 2009.
Burtons författarskap har bland annat gällt gränslandet mellan naturvetenskap och humaniora. Hon var verksam som gästpoet vid Kungliga Tekniska högskolan läsåret 1996/1997. Essäboken Den nya kvinnostaden nominerades 2005 till Augustpriset.
Flodernas bok belönades 2012 med Stora fackbokspriset.  År 2016 vann Burton Augustpriset i kategorin Årets svenska facklitterära bok för Gutenberggalaxens nova. Hon nominerades till Dagens Nyheters kulturpris 2021 för boken Livets tunna väggar.

## Priser och utmärkelser
- 2006 – Gerard Bonniers essäpris
- 2007 – Aspenströmpriset
- 2007 – Gun och Olof Engqvists stipendium
- 2007 – Letterstedtska författarpriset
- 2008 – Sorescupriset
- 2012 – Stora fackbokspriset
- 2016 – Augustpriset i kategorin fackbok för Gutenberggalaxens nova: En essäberättelse om Erasmus av Rotterdam, humanismen och 1500-talets medierevolution
- 2017 – Svenska Akademiens essäpris[5]
- 2020 – Övralidspriset
- 2025 –  H.M. Konungens medalj av guld i 8:e storleken i Serafimerordens band[6]